# Pangong Range
Pangong Range är en bergskedja i Indien. Den ligger i den norra delen av landet, 600 km norr om huvudstaden New Delhi.